# Bóng chuyền tại Đại hội Thể thao Đông Nam Á 2019
Bóng chuyền tại Đại hội Thể thao Đông Nam Á năm 2019 được tổ chức tại PhilSports Arena, Pasig (nội dung bóng chuyền trong nhà) từ ngày 2 đến ngày 10 tháng 12 năm 2019, đồng thời nội dung bóng chuyền bãi biển diễn ra tại Subic Bay Sand Court, Olongapo, Philippines từ ngày 29 tháng 11 đến ngày 6 tháng 12 năm 2019.
Indonesia khẳng định vị thế khi giành huy chương vàng nội dung bóng chuyền trong nhà nam bằng chiến thắng trước đội chủ nhà Philippines, trong khi nội dung nữ chứng kiến sự thống trị của Thái Lan khi vượt qua Việt Nam để giành huy chương vàng.
Tại bóng chuyền bãi biển, cặp nữ Varapatsorn Radarong – Khanttha Hongpak của Thái Lan giành huy chương vàng sau khi đánh bại cặp Utami–Juliana của Indonesia trong trận chung kết, tại nội dung nam Jaron Requinton – Jude Garcia của Philippines vượt qua đồng đội để đoạt huy chương đồng lịch sử cho nước chủ nhà trong khi đoạt vàng thuộc về đoàn Indonesia.

## Quốc gia tham dự
Tổng cộng có 197 vận động viên đến từ 9 quốc gia tham dự (số lượng vận động viên từng nước được ghi trong ngoặc đơn).
- Indonesia (36)
- Thái Lan (36)
- Philippines (34)
- Việt Nam (32)
- Singapore (22)
- Campuchia (13)
- Myanmar (12)
- Malaysia (8)
- Đông Timor (4)

## Lịch trình thi đấu
Các trận bóng chuyền trong nhà diễn ra từ ngày 2 đến ngày 10 tháng 12 năm 2019, trong khi bóng chuyền bãi biển được tổ chức từ ngày 29 tháng 11 đến ngày 5 tháng 12 năm 2019.
| P | Vòng sơ loại | ½ | Bán kết | 5 | Tranh hạng 5 | B | Tranh hạng 3 | F | Chung kết |

| Nội dung | 2/12 | 3/12 | 4/12 | 5/12 | 6/12 | 7/12 | 8/12 | 9/12 | 9/12 | 10/12 | 10/12 | 10/12 |
| -------- | ---- | ---- | ---- | ---- | ---- | ---- | ---- | ---- | ---- | ----- | ----- | ----- |
| Nam      | P    |      | P    |      | P    |      | ½    |      |      | 5     | B     | F     |
| Nữ       |      | P    |      | P    |      | P    |      | B    | F    |       |       |       |

## Địa điểm
Nhà thi đấu PhilSports Arena tại khu liên hợp thể thao PhilSports là nơi tổ chức các trận bóng chuyền trong nhà. Ban đầu, PhilSports Arena được chọn làm địa điểm tổ chức môn bóng chuyền trong nhà, nhưng kế hoạch đã được điều chỉnh để nhường chỗ cho môn thể dục dụng cụ – vốn cần một địa điểm lớn hơn so với bóng chuyền – tại Nhà thi đấu Ninoy Aquino. Tuy nhiên, quyết định này sau đó đã bị hủy bỏ và PhilSports Arena được chọn lại làm nơi tổ chức bóng chuyền trong nhà trong buổi công bố bốc thăm chia bảng.

## Bóng chuyền trong nhà

### Giải đấu nam
Giải đấu có sự tham gia của 7 quốc gia. Thể thức thi đấu giống như năm 2017; các đội được chia thành bảng gồm ba hoặc bốn đội, thi đấu vòng tròn một lượt. Hai đội đứng đầu mỗi bảng sẽ vào vòng bán kết. Các đội thắng ở bán kết sẽ tranh huy chương vàng, còn các đội thua sẽ tranh huy chương đồng.
| Hạng | Đội tuyển   | ST | T | B |
| ---- | ----------- | -- | - | - |
| 1    | Indonesia   | 5  | 5 | 0 |
| 2    | Philippines | 5  | 3 | 2 |
| 3    | Thái Lan    | 4  | 3 | 1 |
| 4    | Myanmar     | 4  | 1 | 3 |
| 5    | Việt Nam    | 5  | 2 | 3 |
| 6    | Campuchia   | 4  | 1 | 3 |
| 7    | Singapore   | 3  | 0 | 3 |

### Giải đấu nữ
Giải đấu còn có sự tham gia của 4 quốc gia. Các đội thi đấu vòng tròn một lượt trong một bảng gồm 4 đội. Hai đội đứng đầu sẽ thi đấu tranh huy chương vàng, trong khi đội xếp thứ ba và thứ tư sẽ tranh huy chương đồng.
| Hạng | Đội tuyển   | ST | T | B |
| ---- | ----------- | -- | - | - |
| 1    | Thái Lan    | 4  | 4 | 0 |
| 2    | Việt Nam    | 4  | 2 | 2 |
| 3    | Indonesia   | 4  | 2 | 2 |
| 4    | Philippines | 4  | 0 | 4 |

## Bóng chuyền bãi biển

### Giải đấu nam
Giải đấu có sự tham gia của 8 quốc gia, được chia thành 2 bảng đấu theo thể thức vòng tròn một lượt. Mỗi quốc gia có 2 cặp vận động viên thi đấu theo thể thức trận đấu 3 set thắng 2. Hai đội đứng đầu mỗi bảng sẽ vào vòng bán kết. Các đội thắng ở bán kết sẽ tranh huy chương vàng, còn các đội thua sẽ tranh huy chương đồng.
|  | Bán kết | Bán kết     | Bán kết | Bán kết   | Bán kết |    |          | Chung kết   | Chung kết   | Chung kết   | Chung kết   | Chung kết   |  |
|  |         |             |         |           |         |    |          |             |             |             |             |             |  |
|  | A1      | Thái Lan    | 2       | 2         |         |    |          |             |             |             |             |             |  |
|  | A1      | Thái Lan    | 2       | 2         |         |    |          |             |             |             |             |             |  |
|  | B2      | Philippines | 0       | 0         |         |    |          |             |             |             |             |             |  |
|  | B2      | Philippines | 0       | 0         |         | A1 | Thái Lan | 0           | 0           |             |             |             |  |
|  |         |             |         |           |         | A1 | Thái Lan | 0           | 0           |             |             |             |  |
|  |         |             | B1      | Indonesia | 2       | 2  |          |             |             |             |             |             |  |
|  | B1      | Indonesia   | B1      | Indonesia | 2       | 2  | 2        | 2           |             |             |             |             |  |
|  | B1      | Indonesia   |         |           |         |    | 2        | 2           |             |             |             |             |  |
|  | A2      | Singapore   | 0       | 0         |         |    |          | Third place | Third place | Third place | Third place | Third place |  |
|  | A2      | Singapore   | 0       | 0         |         |    |          |             |             |             |             |             |  |
|  |         |             |         |           |         |    |          |             |             |             |             |             |  |
|  |         |             |         |           |         |    |          | A2          | Singapore   | 2           | 0           | 0           |  |
|  |         |             |         |           |         |    |          | A2          | Singapore   | 2           | 0           | 0           |  |
|  |         |             |         |           |         |    |          | B2          | Philippines | 1           | 2           | 2           |  |

### Giải đấu nữ
| Hạng | Đội tuyển                                                    | ST | T | H | B |
| ---- | ------------------------------------------------------------ | -- | - | - | - |
| 1    | Tanarattha Udomchavee - Rumpaipruet Numwong · Thái Lan       | 6  | 6 | 0 | 0 |
| 1    | Varapatsorn Radarong - Khanittha Hongpak · Thái Lan          | 5  | 4 | 0 | 1 |
| 2    | Putu Utami - Dhita Juliana · Indonesia                       | 7  | 6 | 0 | 1 |
| 2    | Allysah Mutakharah - Desi Ratnasari · Indonesia              | 5  | 3 | 1 | 1 |
| 3    | Cherry Ann Rondina - Bernadeth Pons · Philippines            | 6  | 3 | 0 | 3 |
| 3    | Floremel Rodriguez - Angeline Marie Gervacio · Philippines   | 5  | 2 | 0 | 3 |
| 4    | Vũ Ngọc Lan Nguyên - Nguyễn Lê Thị Tường Vy · Việt Nam       | 7  | 3 | 1 | 3 |
| 4    | Nguyễn Thị Thanh Trâm - Trương Dương Thị Mỹ Huyền · Việt Nam | 5  | 2 | 0 | 3 |
| 5    | Foo Sin Xi - Joo Shu Woon · Malaysia                         | 5  | 1 | 0 | 4 |
| 5    | Tan Hsi Yan - Mae Tasha · Malaysia                           | 5  | 1 | 0 | 4 |
| 6    | Eliza Hui Hui Chong - Gladys Lee · Singapore                 | 5  | 0 | 0 | 5 |
| 6    | Lau Ee Shan - Serene Ng · Singapore                          | 5  | 0 | 0 | 5 |

## Kết quả
| Nội dung                  | Vàng | Bạc | Đồng |
| ------------------------- | --- | --- | --- |
| Bóng chuyền trong nhà nam | Indonesia (INA) · Agil Angga Anggara · Bastian Tamtomo Putro · Dimas Saputra Pratama · Dio Zulfikri · Doni Haryono · Fahreza Rakha Abhinaya · Hadi Suharto · Hernanda Zulfi · I Putu Randu Wahyu Pradana · Nizar Julfikar Munawar · Rendy Febriant Tamamilang · Rivan Nurmulki · Sigit Ardian · Yuda Mardiansyah Putra | Philippines (PHI) · Alnakran Abdilla · Mark Alfafara · Bryan Bagunas · John Vic De Guzman · Marck Espejo · Rex Intal · Jack Kalingking · Jessie Lopez · Kim Malabunga · Ricky Marcos · Esmilzo Polvorosa · Ave Retamar · Francis Saura · Joshua Umandal                      | Thái Lan (THA) · Saranchit Charoensuk · Amorntep Konhan · Kantapat Koonmee · Mawin Maneewong · Kittinon Namkhunthod · Kissada Nilsawai · Kittithad Nuwaddee · Anuchit Pakdeekaew · Montri Puanglib · Anut Promchan · Jakraprop Saengsee · Kitsada Somkane · Jakkapong Tongklang · Boonyarid Wongtorn                                        |
| Bóng chuyền trong nhà nữ  | Thái Lan (THA) · Wilavan Apinyapong · Tichakorn Boonlert · Pornpun Guedpard · Malika Kanthong · Pimpichaya Kokram · Ajcharaporn Kongyot · Chatchu-on Moksri · Watchareeya Nuanjam · Thatdao Nuekjang · Piyanut Pannoy · Yupa Sanitklang · Onuma Sittirak · Pleumjit Thinkaow · Nootsara Tomkom                         | Việt Nam (VIE) · Bùi Thị Ngà · Đặng Thị Kim Thanh · Đoàn Thị Lâm Oanh · Hoàng Thị Kiều Trinh · Lê Thị Hồng · Lê Thị Yến · Lưu Thị Huệ · Nguyễn Thị Kim Liên · Nguyễn Thị Trinh · Nguyễn Thị Xuân · Nguyễn Thu Hoài · Trần Thị Bích Thủy · Trần Thị Thanh Thúy · Trần Tú Linh | Indonesia (INA) · Agustin Wulandari · Amalia Fajrina Nabila · Arsela Nuari Purnama · Dita Aziizah · Hany Budiarti · Megawati Hangestri Pertiwi · Novia Andriyanti · Ratri Wulandari · Shella Bernadetha Onnan · Tisya Amalya Putri · Tri Retno Mutiara Lutfi · Wilda Siti Nurfadhilah Sugandi · Wintang Dyah Kumala Sakti · Yulis Indahyani |
| Bóng chuyền bãi biển nam  | Indonesia (INA) · Ade Candra Rachmawan · Mohammad Ashfiya · Gilang Ramadhan · Danangsyah Yudistira Pribadi | Thái Lan (THA) · Surin Jongklang · Banlue Nakarkhong · Nuttanon Inkiew · Sedtawat Padsawud | Philippines (PHI) · Edmar Bonono · Jude Garcia · Jaron Requinton · James Buytrago |
| Bóng chuyền bãi biển nữ   | Thái Lan (THA) · Tanarattha Udomchavee · Rumpaipruet Numwong · Khanittha Hongpak · Varapatsorn Radarong | Indonesia (INA) · Dhita Juliana · Putu Dini Jasita Utami · Desi Ratnasari · Alyssah Mutakharah | Philippines (PHI) · Cherry Rondina · Bernadeth Pons · Dzi Gervacio · Floremel Rodriguez |

## Bảng huy chương
| Hạng               | Đoàn               | Vàng | Bạc | Đồng | Tổng số |
| ------------------ | ------------------ | ---- | --- | ---- | ------- |
| 1                  | Thái Lan (THA)     | 2    | 1   | 1    | 4       |
| 1                  | Indonesia (INA)    | 2    | 1   | 1    | 4       |
| 3                  | Philippines (PHI)  | 0    | 1   | 2    | 3       |
| 4                  | Việt Nam (VIE)     | 0    | 1   | 0    | 1       |
| Tổng số (4 đơn vị) | Tổng số (4 đơn vị) | 4    | 4   | 4    | 12      |